# Thesium funale
Thesium funale är en sandelträdsväxtart som beskrevs av Carl von Linné. Thesium funale ingår i släktet spindelörter, och familjen sandelträdsväxter. Utöver nominatformen finns också underarten T. f. caledonicum.